# Roque Alfaro
Roque Raúl Alfaro, né le 15 août 1956 à Nogoyá, dans la province d'Entre Ríos, est un joueur et entraîneur de football argentin.

## Biographie

### Carrière de joueur
Alfaro commence sa carrière professionnelle, comme attaquant, aux  Newell's Old Boys au milieu des années 1970.  
En 1983 il fait son retour en Argentine en signant dans l'un des principaux clubs du pays, River Plate. Il fait partie de l'équipe qui remporte le championnat en 1985-1986, puis la première Copa Libertadores de l'histoire du club en 1986. L'équipe remporte également la Copa Interamericana et la Coupe intercontinentale 1986.
Alfaro est sélectionné en équipe d'Argentine pour la Copa América de 1987. Milieu de terrain aux côtés de Diego Maradona, il joue quatre matchs du tournoi, dont l'Argentine termine 4e. Il compte un total de cinq capes avec l'équipe nationale.
En 1987 il rejoint Newell's Old Boys avec lequel il remporte de nouveau le championnat en 1987-1988. En 1990 il part au Chili et joue deux dernières saisons à O'Higgins avant de prendre sa retraite sportive.

### Carrière d'entraîneur
Alfaro se reconvertit comme entraîneur dès 1993, à Newell's Old Boys, où il reste deux ans. En 1996, il est nommé dans un autre ancien club, O'Higgins au Chili, mais l'expérience ne dure pas. En 1997-1998 il dirige Platense en Argentine. Il devient ensuite adjoint, et remporte ainsi deux championnats d'Argentine, avec River Plate en 2000 et Independiente en 2002.
Il reprend du service comme manager en 2003 à Olmedo en Équateur, avec lequel il remporte le championnat de Serie B. Entre 2005 et 2007, il enchaîne des passages rapides à Independiente Rivadavia San Martín de San Juan et Talleres de Perico en Argentine, The Strongest en Bolivie, Libertad au Paraguay et CD Platense au Honduras, notamment. En 2015, il est l'entraîneur de Platense en Argentine.

## Palmarès
- Champion de Colombie en 1982 et 1983 avec l'América de Cali
- Champion d'Argentine en 1986 avec River Plate et en 1988 avec les Newell's Old Boys
- Vainqueur de la Copa Libertadores en 1986 avec River Plate
- Vainqueur de la Coupe intercontinentale en 1986 avec River Plate
- Vainqueur de la Copa Interamericana en 1986 avec River Plate